# Esther Mejía Cruz
María Esther Mejía Cruz (8 de julio de 1956) es una política mexicana, miembro del partido Movimiento Regeneración Nacional (Morena). Fue diputada federal por Ciudad Juárez para el periodo de 2018 a 2021. Actualmente es sindica del Municipio de Juárez para el período 2021-2024.

## Reseña biográfica
Esther Mejía es licenciada en Comercio Exterior egresada de la Universidad Autónoma de Tamaulipas. Se dedicó a actividades empresariales de forma particular en Ciudad Juárez.
En 2015 inició su actividad política al ser postulada candidata a diputada federal por Movimiento Ciudadano por el Distrito 4 de Chihuahua, no logrando obtener el triunfo. 
Tras esta experiencia, se unió a Morena, volviendo a ser postulada candidata a diputada federal en 2018 por la coalición Juntos Haremos Historia y en esta ocasión por el Distrito 1 de Chihuahua. Electa para la LXIV Legislatura que concluirá en 2021; en la Cámara de Diputados es secretaria de la comisión de Desarrollo Social; e integrante de las comisiones de Presupuesto y Cuenta Pública; y de Vivienda.
A inicios de agosto de 2020 dio a conocer que había sido diagnosticada con la enfermedad por coronavirus, convirtiéndose de esta manera en una de las diputadas afectadas por la pandemia en México.